# تپه گنگک
تپه گنگک مربوط به سده‌های اولیه دوران‌های تاریخی پس از اسلام است و در شهرستان خدابنده، بخش مرکزی، روستای گنگک واقع شده و این اثر در تاریخ ۱۰ خرداد ۱۳۸۲ با شمارهٔ ثبت ۸۷۶۷ به‌عنوان یکی از آثار ملی ایران به ثبت رسیده است.